# Große Spießblattnase
Die Große Spießblattnase (Vampyrum spectrum) ist eine Fledermausart aus der Unterfamilie der Lanzennasen (Phyllostominae). Sie ist die größte Fledermaus des amerikanischen Kontinents.

## Beschreibung
Die Große Spießblattnase erreicht eine Kopfrumpflänge von 12,5 bis 13,5 Zentimetern, eine Flügelspannweite von 76 bis 102 Zentimetern und ein Gewicht von 145 bis 190 Gramm. Ihr Fell ist rotbraun gefärbt, die Unterseite ist etwas heller. Charakteristisch sind der fehlende Schwanz, die langgestreckte Schnauze mit dem großen Nasenblatt und die großen runden Ohren.

## Lebensweise
Wie die meisten Fledermäuse sind diese Tiere nachtaktiv, tagsüber schlafen sie in kleinen Gruppen von bis zu fünf Tieren in Baumhöhlen. Diese Gruppen bestehen meist aus einem Männchen, einem Weibchen und deren Nachwuchs. Diese monogamen Beziehungen sind langlebig, möglicherweise bleiben die Partner ihr ganzes Leben lang beisammen. Wenn die Jungtiere klein sind, bleibt ein Elternteil bei ihnen, während der andere auf Nahrungssuche geht. Nach der Rückkehr wird die Beute mit dem zurückgebliebenen Partner und dem Nachwuchs geteilt.
Wie der Gattungsname, Vampyrum, andeutet, hielt man die Großen Spießblattnasen früher fälschlicherweise für blutfressende Vampirfledermäuse. Sie sind aber Fleischfresser, die sich von Vögeln, kleineren Fledermäusen und Nagetieren ernähren.

## Fortpflanzung
Über die Fortpflanzung dieser Tiere ist wenig bekannt. Wie bei den meisten Fledermäusen kommt in der Regel ein einziges Jungtier zur Welt, vermutlich am Ende der Trockenzeit. Beide Elternteile kümmern sich um den Nachwuchs.

## Verbreitung und Lebensraum

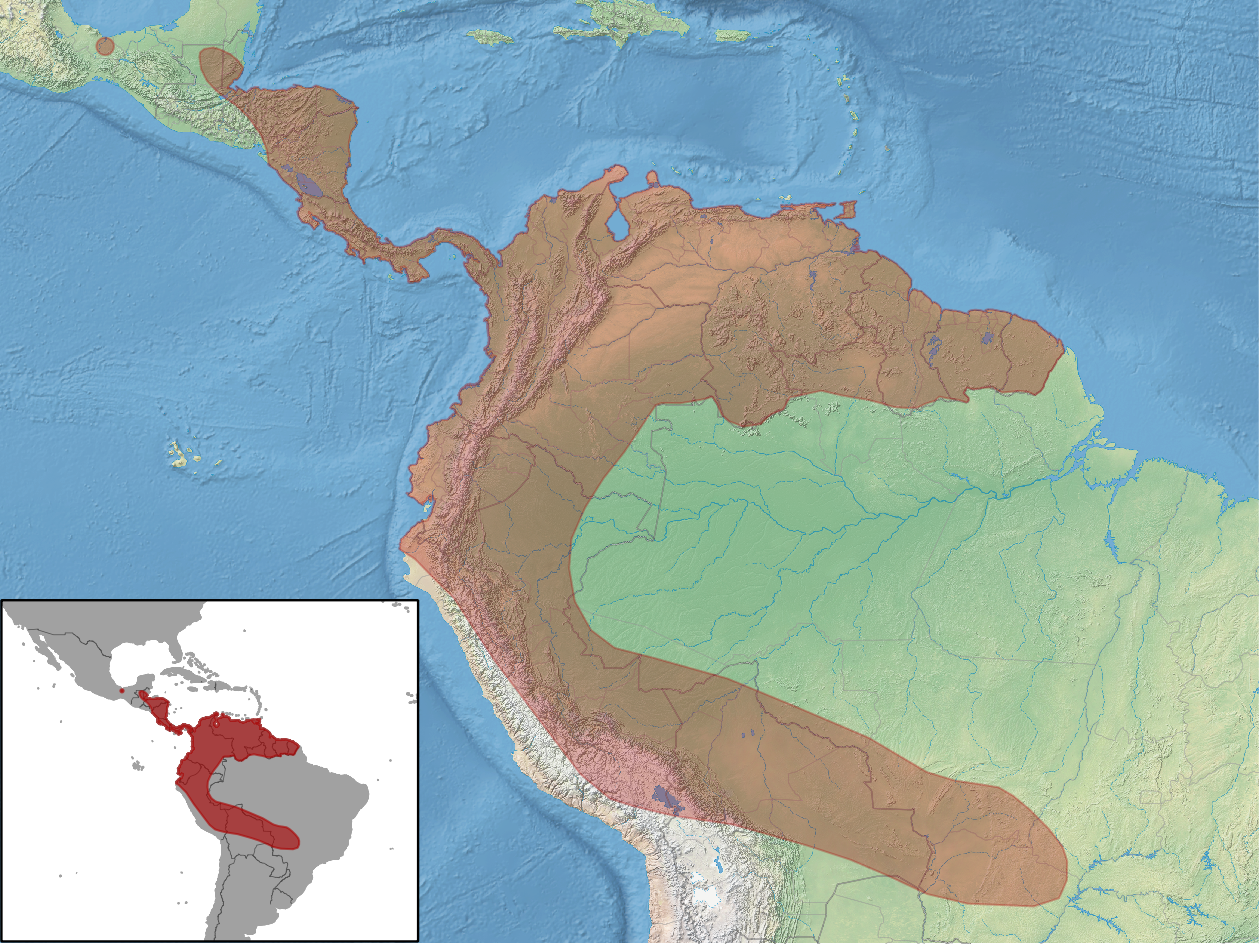
Verbreitungsgebiet

Diese Fledermäuse leben in Mittel- und dem nördlichen Südamerika, ihr Verbreitungsgebiet erstreckt sich vom südlichen Mexiko bis nach Peru und dem mittleren Brasilien. Ihr Lebensraum sind in erster Linie Primärregenwälder bis in 1600 Meter Seehöhe, oft findet man sie in der Nähe von Gewässern oder bei Sümpfen.
Obwohl die Große Spießblattnase ein großes Verbreitungsgebiet hat, wird sie durch die Rodung der Wälder in Mitleidenschaft gezogen. Zudem wird sie selten gefangen oder beobachtet und reagiert wahrscheinlich empfindlich auf Habitatfragmentierung und andere menschliche Einflüsse. Die IUCN listet die Art als potentiell gefährdet und weist auf einen Rückgang der Populationen hin.